# یونکرس یو ۲۸۸
یونکرس ۲۸۸ (به انگلیسی: Junkers Ju 288) یک هواگرد ساختِ کارخانهٔ یونکرس در کشور آلمان است. این هواگرد برای نخستین بار در ۲۹ نوامبر ۱۹۴۰ میلادی مورد استفاده قرار گرفت.